# Turnu Roșu
Turnu Roșu es una comuna ubicada en el distrito de Sibiu, Rumania.

## Superficie
Posee una superficie de 77,99 kilómetros cuadrados.

## Demografía
Hasta 2021 la población era de 2340 habitantes, con una densidad de población de 30,00 habitantes por kilómetro cuadrado.